# The Good Life
The Good Life är ett musikalbum av Kashmir, vilket medförde en stor framgång för gruppen. Med detta albumet förändrades musiken från hardcoremusik till mer mjukrock. Albumet släpptes år 1999 på Sony Records.

## Låtlista
1. "Mom in Love & Daddy in Space" – 4:32
2. "Make It Grand" – 4:34
3. "Lampshade" – 6:04
4. "Graceland" – 4:47
5. "It's O.K. Now" – 4:52
6. "Miss You" – 4:36
7. "New Year's Eve" – 4:39
8. "Mudbath" – 4:42
9. "Gorgeous" – 6:49
10. "Kiss Me Goodbye" – 4:04